# Präsenz Schweiz
Präsenz Schweiz (PRS) (französisch Présence Suisse PRS, italienisch Presenza Svizzera PRS, rätoromanisch Preschientscha Svizra PRS, englisch Presence Switzerland PRS) ist eine Organisationseinheit des  Eidgenössischen Departements für auswärtige Angelegenheiten (EDA) und befasst sich mit Angelegenheiten der Public Diplomacy und des Nation Branding und ist in diesen Bereichen für den Auftritt der Schweiz im Ausland zuständig. Die Organisationseinheit setzt die Strategie der Schweizer Regierung, des Bundesrates, für die Schweizer Landeskommunikation um.

## Gründung und Auftrag
Es handelt sich um die Nachfolgeorganisation der Koordinationskommission für die Präsenz der Schweiz im Ausland (KOKO), deren letztes grosses Projekt die Realisierung des Schweizer Pavillon auf der Expo 2000 Hannover war.
Die Stelle wurde mit Beschluss des Schweizerischen Parlaments vom 24. März 2000 als dezentrale Verwaltungseinheit gegründet und administrativ dem Eidgenössischen Departement für auswärtige Angelegenheiten zugeordnet. Das Gesetz und die Verordnung zur Pflege des schweizerischen Erscheinungsbildes im Ausland traten am 15. November 2000 in Kraft.
Mit Beschluss des Bundesrates vom 3. September 2008 wurde die Organisation per 1. Januar 2009 vollständig in das Eidgenössische Departement für auswärtige Angelegenheiten integriert.
Sie untersteht dem EDA-Generalsekretär. Direktor von 2011 bis 2022 war Nicolas Bideau, der zur Kommunikation des EDA wechselte.

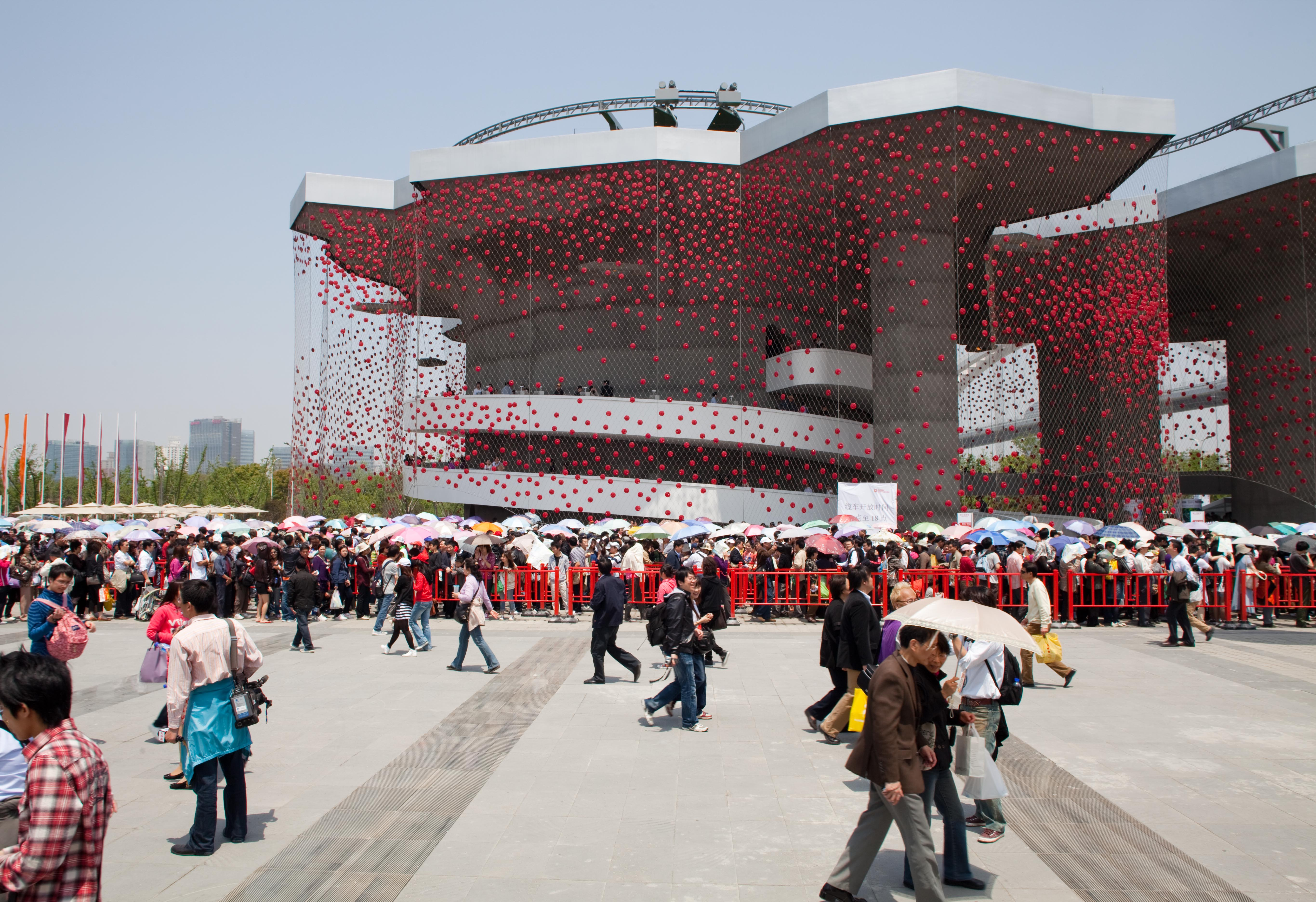
Der Schweizer Pavillon Expo 2010 Shanghai bei der Expo 2010 war ein Projekt von Präsenz Schweiz.

Die Organisationseinheit wurde gegründet, um „die weltweite Vermittlung eines authentischen Bildes einer modernen Schweiz zu fördern“.
Die gesetzlich festgelegten ständigen Aufgaben der Landeskommunikation sind die Förderung der Visibilität der Schweiz im Ausland, die Erklärung der politischen Anliegen und Positionen der Schweiz gegenüber einer ausländischen Öffentlichkeit und der Aufbau und die Pflege des Beziehungsnetzes der Schweiz zu Entscheidungsträgern und Meinungsführerinnen im Ausland.
Die Organisationseinheit realisiert diesen Auftrag mit Projekten im Ausland, der Einladung von ausländischen Medienschaffenden und Entscheidungsträgern in die Schweiz, der Entwicklung und Distribution von Informationsmitteln über die Schweiz im Ausland sowie Auftritten der Schweiz an internationalen Grossveranstaltungen wie beispielsweise an Weltausstellungen (Schweizer Pavillon: derzeit an der Expo 2025 in Osaka, nächstmals voraussichtlich an der Expo 2030 in Riad) oder an  Olympischen Spielen (House of Switzerland). Grundlage für alle Aktivitäten von Präsenz Schweiz bildet die Marke Schweiz, in der die Hauptaussagen und der visuelle Auftritt der Schweiz im Ausland festgelegt sind.
Mit Wirkung ab dem 1. Januar 2009 hat der Bundesrat dem Eidgenössischen Departement für auswärtige Angelegenheiten, namentlich Präsenz Schweiz, neue Aufgaben im Bereich Imagebedrohungen und -krisen zugewiesen: Ist das Ansehen der Schweiz im Ausland ernsthaft bedroht oder ist eine Imagekrise bereits eingetreten, unterbreitet das Eidgenössische Departement für auswärtige Angelegenheiten dem Bundesrat ein Kommunikationskonzept. Als Grundlage dafür verstärkt Präsenz Schweiz in Zusammenarbeit mit den schweizerischen Auslandsvertretungen das Monitoring und die Analyse der ausländischen Medienberichterstattung über die Schweiz und schweizrelevante Themen (Issues Monitoring).
Bei der Erfüllung ihres gesetzlichen Auftrages arbeitet die Organisationseinheit eng mit anderen staatlichen und privaten Akteuren zusammen und koordiniert im Rahmen von Programmen und Grossprojekten der Landeskommunikation deren Kooperation.
Die Organisationseinheit publizierte auch swissworld.org, das offizielle Landeskundeportal der Schweiz.

## Rechtsquellen
Gesetz und Verordnung zur Institution:
- Bundesgesetz vom 24. März 2000 über die Pflege des schweizerischen Erscheinungsbildes im Ausland
- Verordnung vom 12. Dezember 2008 über die Pflege des schweizerischen Erscheinungsbildes im Ausland (Landeskommunikationsverordnung)